# غبار جنگ

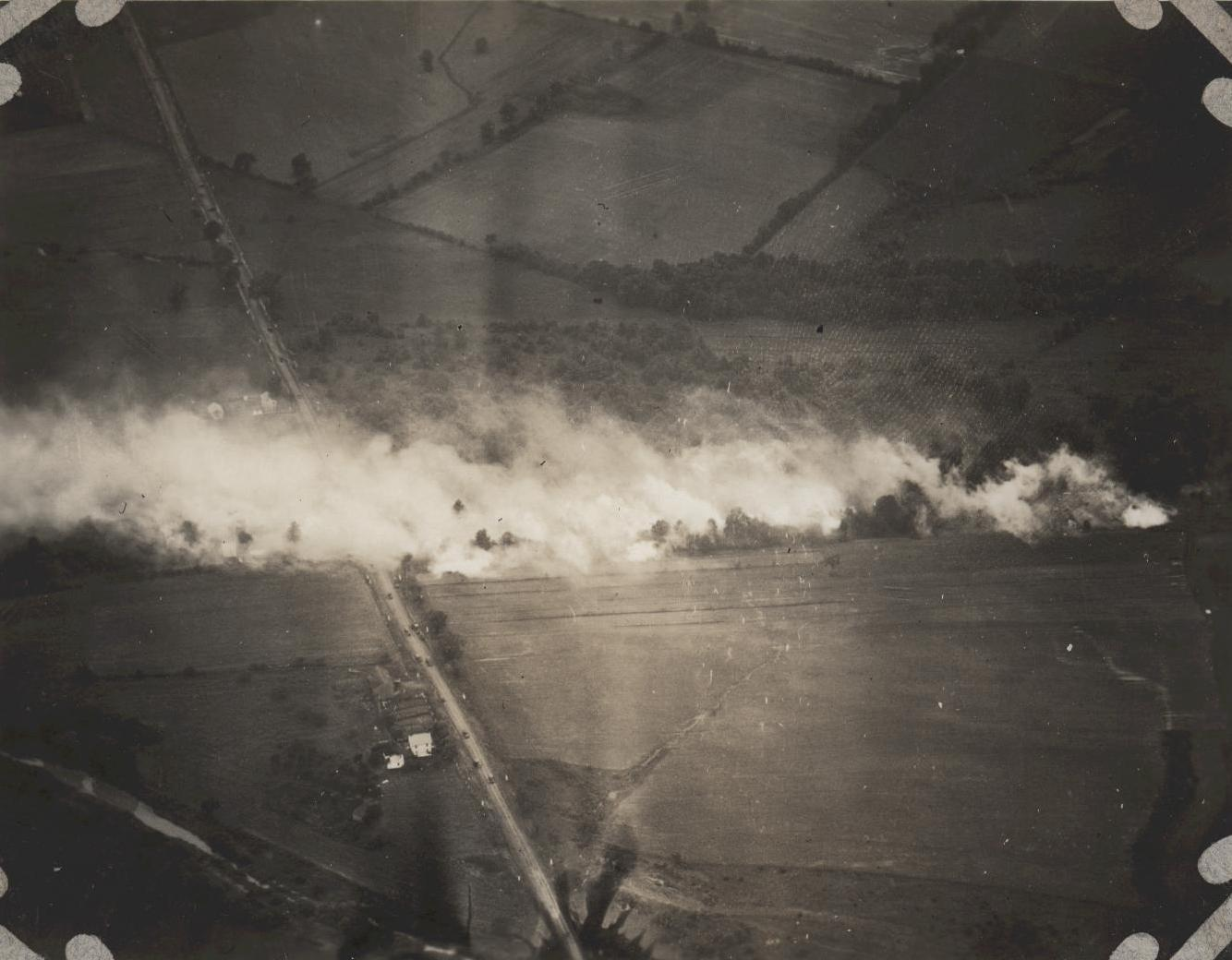
نمای هوایی بازسازی صحنه نبرد گتیسبورگ، ۱۹۲۲، نشان می‌دهد که چگونه تأثیرات فرعی تیراندازی هوایی مانع از دید می‌شوند.

غبار جنگ (به آلمانی: Nebel des Krieges) عدم قطعیت در آگاهی موقعیتی است که توسط شرکت‌کنندگان در عملیات نظامی تجربه می‌شود. این اصطلاح در تلاش است تا عدم اطمینان راجع به توانایی خود فرد، توانایی دشمن و قصد دشمن در طول درگیری، عملیات یا کارزار را به دست آورد. نیروهای نظامی سعی می‌کنند از طریق جمع‌آوری اطلاعات نظامی و سیستم‌های ردیابی نیروهای خودی، غبار جنگی را کاهش دهند.
این اصطلاح معمولاً برای تعریف مکانیک‌های عدم قطعیت در بازی‌های جنگی نیز استفاده می‌شود.

## ریشه
کلمهٔ «غبار» (آلمانی: Nebel)، اما نه همین عبارت، با اشاره به «عدم اطمینان در جنگ» توسط کارل فون کلاوزویتس - تحلیلگر نظامی پروسی - در کتاب «در جنگ» (۱۸۳۲) که پس از مرگش منتشر شد، به دنیا معرفی شد.
«جنگ قلمروی عدم اطمینان است. سه چهارم عواملی که اقدامات بر اساس آنها شکل می‌گیرد، در غبار عدم اطمینان شدید یا ضعیف قرار دارند. یک تصمیم‌گیری حساس و با بصیرت نیاز است؛ یک نخبهٔ ماهر برای بوییدن حقیقت.»
- کارل فون کلاوزویتس
اشاره شده‌است که فون کلاوزویتس دقیقاً از عبارت «غبار جنگ» استفاده نمی‌کند، و همچنین از استعاره‌های مشابهٔ متعددی مانند «گرگ و میش» و «مهتاب» برای توصیف «عدم وضوح» استفاده می‌کند. اولین کاربرد شناخته شدهٔ دقیق عبارت موجود در متن، مربوط به سال ۱۸۹۶ در کتابی با عنوان غبار جنگی‌ست که توسط سر لونسدیل آگوستوس هیل نوشته شده‌است، جایی که به عنوان «وضعیت ناآگاهی که در آن فرماندهان اغلب خود را از نظر قدرت و موقعیت واقعی می‌یابند، نه تنها دشمنان، بلکه دوستانشان.»

## نظامی
غبار جنگ در همهٔ درگیری‌های نظامی یک واقعیت است. «دقت» و «اطمینان» اهدافی غیرقابل دستیابی هستند، اما دکترین نظامی مدرن نشان‌دهندهٔ تجارت و دقت و اطمینان برای سرعت و چابکی است. شبه نظامیان از فرماندهی و کنترل (C2) برای کاهش بخشی از غبار جنگ استفاده می‌کنند.
این اصطلاح همچنین به تجربه سربازان در نبرد نیز اطلاق می‌شود: که معمولاً سردرگمی کامل در جهت‌یابی، مکان و چشم‌انداز در یک میدان جنگ است. افسران و سربازان از هم جدا می‌شوند، دستورها گیج‌کننده می‌شوند و به دلیل ارتباطات ضعیف ممکن است کاملاً اشتباه فهمیده شوند. صدا و دید از دیدگاه فرد محدود می‌شود و ممکن است به راحتی حل نشود. نتیجه همهٔ این‌ها یک عدم اطمینان مداوم و در واقع یک «غبار» ادراکی است.
با بهبود فناوری اطلاعات، نظارت و شناسایی، غبار جنگ کاهش می‌یابد. در سال ۲۰۱۶، فرمانده ستاد ارتش ایالات متحده، ژنرال مارک الکساندر میلی اظهار داشت: «در میدان نبرد آینده، اگر بیش از دو یا سه ساعت در یک مکان بمانید، مرده‌اید. با وجود هواپیماهای بدون سرنشین و سنسورهای دشمن که دائماً در جستجوی اهداف هستند، حتی برای چهار ساعت خواب بی وقفه نیز فرصتی وجود نخواهد داشت.»